# Lhotse
El Lhotse (nepalès: ल्होत्से, L'hōtsē pronunciat [lot.se]; tibetà: ལྷོ་རྩེ pronunciat [l̥otse]) amb 8.516m d'alçada, és la quarta muntanya més alta de la Terra. Es troba a la serralada de l'Himàlaia, a la frontera entre el Nepal i el Tibet, a tocar de l'Everest. Aquesta proximitat amb l'Everest n'ha provocat una certa ignorància per molts muntanyencs. A més del cim principal tenim altres cims secundaris de més de 8.000 m: el Lhotse del Mig (Est), amb 8.414 m i el Lhotse Shar, amb 8.383 m.
El Lhotse és el cim E1 del servei cartogràfic de l'Índia, ja que sembla que la muntanya no tenia un nom local en tibetà ni tampoc en nepalès. Durant l'agost de 1921, en un reconeixement a l'Everest que va fer Howard Bury al no trobar un nom local li va posar com a nom: Lhotse que en tibetà vol dir pic sud, en referència al fet que el cim es troba al sud de l'Everest i unit a aquest per la collada Sud.
L'any 1984 la catalana Mercè Macià va batre el rècord d'ascensió femení estatal en arribar a la cota 7.350 m de la muntanya en una expedició del centre excursionista de Mataró. El 27 de setembre del 1987, una altra expedició del mateix centre que intentava fer el cim del Lhotse Shar fou escombrada per una allau i hi moriren els alpinistes Antoni Sors, Sergi Escalera, Francisco Porras i Antonio Quiñones. En aquesta expedició, Mercè Macià va batre de nou el rècord d'ascensió femení estatal, en arribar a la cota 7.800 m.

## Ascensions
- 1955. Primer intent de pujar el Lhotse per part de l'Expedició Internacional a l'Himàlaia.
- El 1956 l'expedició suïssa dirigida per Albert Eggler i formada per Wolfgang Diel, Hans Grimm, Hansrudolf Von Gunten, Eduard Leuthold, Fritz Luchsinher, Jürg Marmet, Fritz Müller, Ernest Reiss, Adolf Reist i Ernst Schmied, a més de 22 xerpes sota les ordres de Pasang Dawa Lama es proposa fer el cim. El 18 de maig Fritz Luchsinger i Ernst Reiss ho aconseguiran. La ruta que seguiren pujava per la glacera de Khumbu fins al coll sud de l'Everest i d'allà s'atacava el Lhotse pròpiament dit.
- 1965. Primer intent al Lhotse Shar per una expedició japonesa. Renuncien a 8.100m.
- 1970. El 12 de maig els austríacs Sepp Mayerl i Rolf Walter fan la primera ascensió al Lhotse Shar.
- 1996. Chantal Maudit es converteix en la primera dona a assolir el cim.
- 2001. Primera ascensió al Lhotse del Mig per part d'una expedició russa.
- 2011. Carlos Soria Fontán es converteix en la persona de més edat en assolir el cim del Lhotse, als 72 anys.[3]